# Парк Ібірапуера
Парк Ібірапуера (порт. Parque do Ibirapuera) — міський парк в окрузі Моема міста Сан-Паулу, Бразилія, площею 1,4 км² (це другий за розміром парку міста). Його територія вільна для відвідування, відкрита для проведення вільного часу, прогулянок і також містить конференц-центр. За функцією та значенням парк нагадує Центральний парк Нью-Йорку.
Парк було відкрито в 1954 році на 400 річницю заснування міста. Будівлі парку спроектовані відомим архітектором Оскаром Німеєром, а ландшафт — дизайнером Роберту Бурлі Марксом.

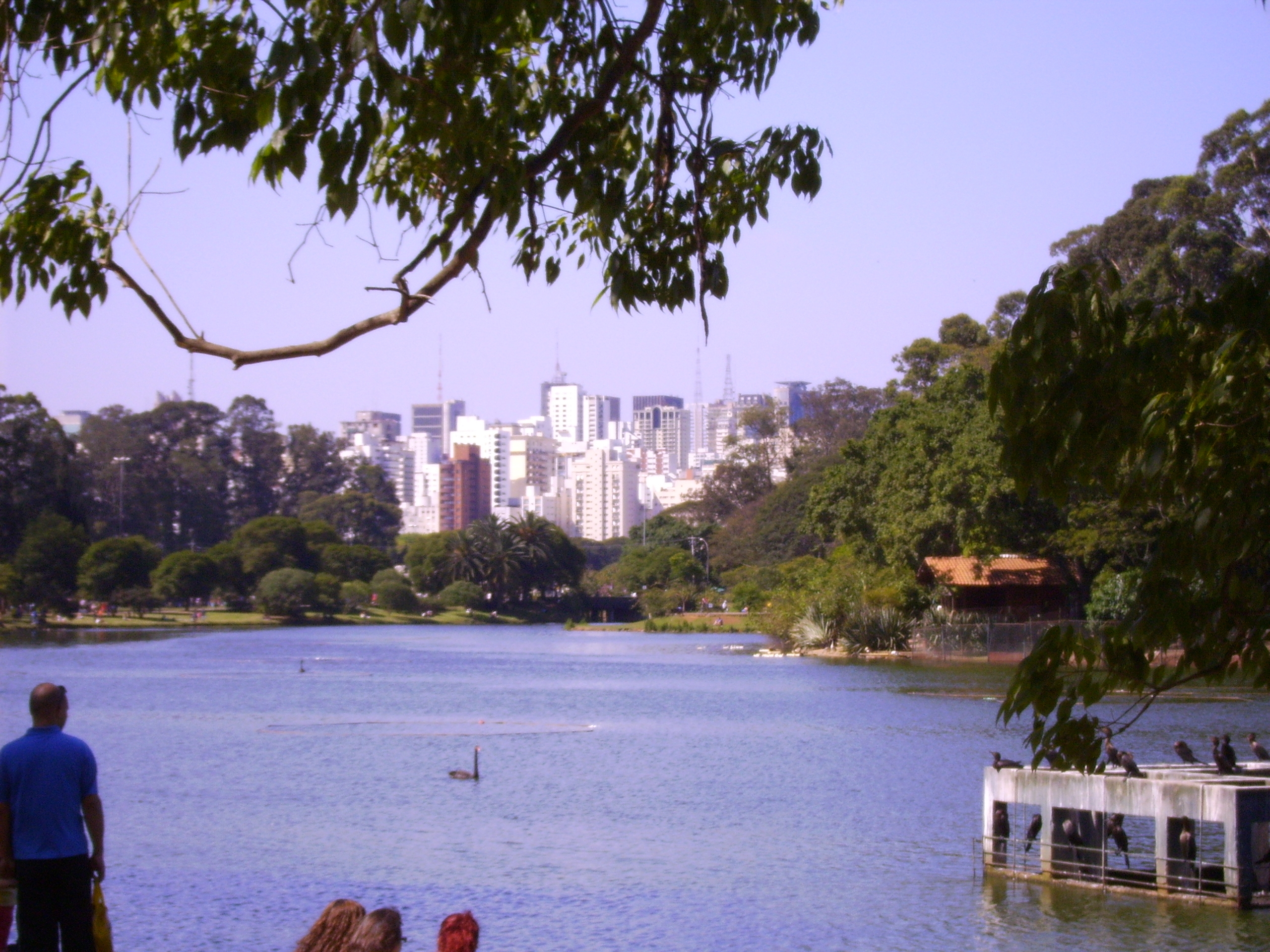
Озеро на фоні міста

Комплекс парку містить кілька будівель, зокрема:
- Великий Маркіз (Grande Marquise), місце розташування Музею сучасного мистецтва (MAM — Museu de Arte Moderna);
- Павільйон Сісілло Матараццо (Pavilion de Cicillo Matarazzo), місце розташування Музею сучасного мистецтва USP (Museu de Arte Contemporânea da USP) та виставкового центру, що використовується для проведення багатьох подій, таких як Дворічник мистецтва і Тиждень моди;
- Павільйон Маноела да Нобреги (Pavilion de Manoel da Nóbrega), що до 1992 року виконував функцію мерії міста;
- Павільйон Лукаса Ногуейри Гарсеса (Lucas Nogueira Garcez Pavilion), раніше «Виставковий палац» (Palácio das Exposições), також відомий як «Хатинка» (Oca), місце розташування Музею Аеронавтики (Museu da Aeronáutica) і Фольклорного музею (Museu do Folclore);
- Павільйон Армандо де Аррура Перейра (Pavilion de Armando de Arruda Pereira), місце розташування Муніципальної компанії обробки даних (Prodam — Companhia de Processamento de Dados do Município);
- Паласіо-да-Агрікультура (Palácio da Agricultura — «палац сільського господарства»), місце розташування департаменту транспорту міста (Detran), з початку планувалося розміщення тут департаменту сільського господарства;
- Планетарій та муніципальна школа астрофізики. Будівля має вигляд літаючої тарілки з куполом 20 м діаметра. Це був перший планетарій південної півкулі. У планетарії зображається небо над Сан-Паулу, а професійні астрономи розповідають про головні сузір'я та рух небесних тіл;
- Гімназія (Gymnasium);
- Вілла-де-Осос-Бакалао (Villa de Osos Bacalao) або «музей чудес», найпопулярніша будівля у формі сфери, відома тим, що її конструкція збивала з пантелику багатьох архітекторів та інженерів;
- Японський павільйон
- Монумент Бандейрас (Monumento às Bandeiras)
- Аудиторія Ібірапуера (Auditório Ibirapuera), суперечлива будівля, що була на оригінальному проекті Ніємеєра, але була збудована лише недавно;
- Обеліск Сан-Паулу, символ Конституціоналістської революції 1932 року.